# Thomas Hamilton, II conte di Haddington
Thomas Hamilton, II conte di Haddington (25 maggio 1600 – 30 agosto 1640), è stato un nobile scozzese.

## Biografia
Era il figlio di Thomas Hamilton, I conte di Haddington, e della sua seconda moglie, Margaret Foulis.

## Carriera
Dopo aver completato gli studi all'estero, tornò in Scozia, dove entrò in Parlamento nel 1621. Ha assistito suo padre al funerale di Giacomo I a Londra, e in seguito è stato un portatore del baldacchino durante l'incoronazione di Carlo I, nel 1633 a Holyrood Abbey.
Binning successe ai titoli di suo padre nel 1637, e l'anno successivo, su sollecitazione del re, firmò il Patto Nazionale. All'inizio degli Guerra episcopale, Haddington è stato maggiore generale, sotto il generale Leslie. Quando il generale Leslie avanzò in Inghilterra nel 1640, ha lasciato gli armamenti a Duns. Haddington li recuperò al suo quartier generale al Castello di Dunglass, per impedire la loro cattura da parte della guarnigione inglese a Berwick-upon-Tweed.

## Matrimoni

### Primo Matrimonio
Sposò, il 27 febbraio 1622, Lady Catherine Erskine (?-5 febbraio 1635), figlia di John Erskine, XVIII conte di Mar. Ebbero cinque figli:
- Robert Hamilton (morto in tenera età);
- James Hamilton (morto in tenera età);
- Thomas Hamilton, III conte di Haddington (1626-8 febbraio 1645);
- John Hamilton, IV conte di Haddington (1626-31 agosto 1669);
- Lady Margaret Hamilton (morta in tenera età).

### Secondo Matrimonio
Sposò, il 14 gennaio 1640, Lady Jean Gordon (?-1655), figlia di George Gordon, II marchese di Huntly. Ebbero una figlia:
- Lady Margaret Hamilton (15 gennaio 1641-?), sposò John Keith, I conte di Kintore, ebbero due figli.

## Morte
Il 30 agosto 1640, morì a causa di una grande esplosione avvenuta nella polveriera del castello. Altri morti sono stati il fratello di Haddington, Robert, suo fratello naturale, Patrick Hamilton, i cugini John Hamilton di Redhouse, Alexander Hamilton di Innerwick con il figlio, Sir John Erskine e il ministro della Bonkyl Kirk, John Gaittis.